# Supercoppa cipriota 2024 (pallavolo maschile)
La Supercoppa cipriota 2024, 31ª edizione della Supercoppa nazionale maschile di pallavolo, si è svolta il 4 ottobre 2024: al torneo hanno partecipato due squadre di club cipriote e la vittoria finale è andata per la quarta volta al Pafiakos.

## Formula
La formula ha previsto una gara unica.

## Squadre partecipanti
| Squadra  | Qualificazione                                         |
| -------- | ------------------------------------------------------ |
| Omonia   | Vincitrice Coppa di Cipro 2023-24/A' katīgoria 2023-24 |
| Pafiakos | Finalista Coppa di Cipro 2023-24                       |

## Torneo
| 4 ottobre 2024 Lefkotheo, Egkōmī Durata: 1h:40 - Spettatori: 310 | Omonia | 0 - 3 | Pafiakos | 24-26, 18-25, 19-25 |